# Rudaj Organisation
Die Rudaj Organisation, auch bekannt als The Corporation ist eine kriminelle Organisation in New York City, Amerika. Die Rudaj Organisation wurde 1993 von Alex Rudaj, einem albanischen Einwanderer, in Westchester gegründet. Schon nach kurzer Zeit weitete die Organisation ihre Macht bis in die Bronx und Queens aus.
Von vielen wurde die Rudaj Organisation als „sechste Familie“ in New York angesehen. Die Vormachtstellung der italienischstämmigen Mafia-Organisation La Cosa Nostra erschien durch den Aufstieg der albanischen Mafia, besonders in New York und anderen Großstädten an der Ostküste, bedroht. Nach FBI-Angaben hatten zahlreiche Mitglieder der Rudaj Organisation zuvor als „Vollstrecker“ etablierter Mafia-Organisationen gearbeitet.
Als dem FBI ein großer Schlag gegen La Cosa Nostra gelang, begann der Aufstieg der Albaner, darunter auch solche aus dem Kosovo, Mazedonien und Montenegro, die in die mafiösen Strukturen integriert wurden. Andere Gruppierungen der organisierten Kriminalität gingen nach FBI-Einschätzung deutlich subtiler und weniger gewalttätig vor als die albanische Mafia. Die Rudaj Organisation wurde offiziell 2004 zerschlagen.

## Mitglieder

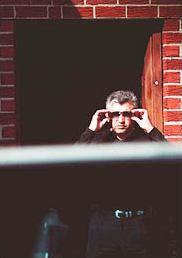
Alex Rudaj, FBI-Überwachungsfoto vor Jimbo’s Bar in Astoria, New York, 15. April 2003.

### Anführer
Alex Rudaj, auch bekannt als Allie Boy, Uncle Rudaj, Sandro Rudovic oder Xhaxhai, lebte bis zu seiner Festnahme in Yorktown, New York. Er war der Boss der Organisation und hatte sie Anfang der 1990er zusammen mit Nardino Colotti aufgebaut. Rudaj ist ein Albaner aus Montenegro, der in die USA einwanderte. Ihm werden kriminelle Machenschaften  wie illegales Glücksspiel, Prostitution und Mord zur Last gelegt. Alex Rudaj wurde 2006 zu einer Haftstrafe von 27 Jahren verurteilt.
Nikolla Dedaj, auch bekannt als Nicky Nails, Big Nick oder Nikol, lebte bis zu seiner Festnahme in Yonkers, New York. Er gilt als Stellvertreter und Berater von Alex Rudaj.
Nardino Colotti, genannt Lenny, lebte bis zu seiner Festnahme in der Bronx, New York City. Er ist italienischer Abstammung und soll vor seiner Zusammenarbeit mit Rudaj am kriminellen Gambino-Clan beteiligt gewesen sein. Colotti gilt als Stellvertreter und Berater von Alex Rudaj. Mit seinen Männern führte er mit eiserner Hand die Glücksspielgeschäfte von Mount Vernon bis Port Chester. Nardino Colotti gilt als sehr gewalttätig. So hat er einem Barbesitzer ins Ohr gebissen, als dieser der Organisation nicht die Schlüssel zu seiner Bar aushändigen wollte.

### Hochrangige Mitglieder
Ljusa Nuculovic, auch bekannt als Louie, war bis zu seiner Festnahme Mitglied in der Rudaj Organisation. Nuculovic ist ein Albaner aus Montenegro. Er ist bekannt für seine Waffenschieberei während des Kosovo-Kriegs, wo er die UÇK mit Waffen belieferte.
Prenka Ivezaj, genannt Frankie oder Big Frank und Angelo Dipietro, genannt Fat Angelo, wurden gemeinsam mit Nuculovic und den drei Anführern 2006 nach einem vierzehnwöchigen Prozess für zahlreiche Verbrechen zu langjährigen Haftstrafen verurteilt.

## Dokumentationen
- 2016: Gangster – Ohne Skrupel und Moral; Staffel 3, Folge 6: Alex Rudaj: Patriarch of the Sixth Family